# Tallinn
Tallinn (prije Reval i Revel) glavni je i najnaseljeniji grad Estonije. Smješten je u istoimenom zaljevu u sjevernoj Estoniji na obali Baltičkoga mora i administrativno se nalazi u okrugu Harju. Tallinn ima oko 457 000 stanovnika (2024.) i glavno je državno, financijsko, industrijsko i kulturno središte Estonije. Nalazi se 187 km sjeverozapadno od drugog najvećeg grada u zemlji Tartua, ali samo 80 km južno od Helsinkija, 320 km zapadno od Sankt Peterburga, 300 km sjeverno od Rige i 380 km istočno od Stockholma. Ondje se nalaze brodogradilišta, a razvijena je i strojogradnja, metaloprerađivačka, drvna i prehrambena industrija te industrija strojeva i papira. Grad je cestovno i željezničko čvorište s aerodromom i lukom. Ubraja se u red najstarijih i najvećih gradskih središta u sjeveroistočnoj Europi.
Od 13. stoljeća do prve polovice 20. stoljeća Tallinn je u većem dijelu svijeta bio poznat po inačicama svoga drugog povijesnog imena Reval.
Premda je Tallinn 1248. dobio status grada prema Zakonu iz Lübecka, najraniji dokazi o postojanju ljudske populacije na tom području datiraju prije gotovo 5000 godina. Srednjovjekovno autohtono stanovništvo današnjeg Tallinna i sjeverne Estonije bilo je jedna od posljednjih "poganskih" civilizacija u Europi koje su prihvatile kršćanstvo tek nakon Livonskog križarskog rata u 13. stoljeću. Prvo zabilježeno pravo na upravljanje gradom položila je Danska nakon njegovog osvajanja 1219. godine koji je predvodio kralj Valdemar II, nakon čega je uslijedilo razdoblje skandinavskih i teutonskih vladara koji su se izmjenjivali na vlasti. Zbog strateškog položaja uz more, njegova srednjovjekovna luka postala je značajno trgovačko središte posebice u 14. i 16. stoljeću, kada je Tallinn dobio na važnosti kao najsjeverniji grad član Hanze. Stari grad Tallinn jedan je od najbolje očuvanih srednjovjekovnih gradova u Europi i nalazi se na UNESCO-vom popisu svjetske baštine.
Godine 2012. Tallinn je imao najveći broj startup tvrtki po osobi među svim glavnim gradovima i većim gradovima u Europi. Tallinn je sjedište mnogih međunarodnih visokotehnoloških kompanija, u prošlosti Skypea prije njegove prodaje Microsoftu, te Wisea. U gradu se nalazi sjedište informatičke agencije Europske unije, te Centar izvrsnosti NATO-a za računalnu sigurnost (Cooperative Cyber Defense Center of Excellence). Godine 2007. Tallinn je uvršten među 10 najboljih digitalnih gradova u svijetu, a 2022. uvršten je među 10 najboljih "europskih gradova budućnosti srednje veličine".

## Povijesna imena
God. 1154. almoravidski kartograf Al-Idrisi je zabilježio grad koji je on nazvao Qlwn ili Qalaven, tj. Kalevan ili Kolivan po slavenskom mitskom junaku Kalevu, ali poznat i kao Lindanisa (danski: Lyndanisse), prema Kalevoj ženi Lindi. Nijemci, Danci i Šveđani su ga zvali Reval, što je naziv cijele oblasti, a Estonci su koristili naziv Tallinn(a) (estonski: Taani-linna u značenju "danska grad-utvrda") koji je po neovisnosti 1918. godine postao službenim nazivom.

## Zemljopis
Tallinn se nalazi na južnoj obali Finskog zaljeva u sjeverozapadnoj Estoniji.
Najveće jezero je Ülemiste (obuhvaća 9,6 km²). To je glavni izvor pitke vode za grad. Jezero Harku je drugo po veličini jezero na području Tallinna s površinom 1,6 km². Za razliku od mnogih drugih velikih gradova, Tallinn ne leži na velikoj rijeci. Jedina značajna rijeka u Tallinnu je Pirita u istoimenoj gradskoj četvrti. Dolina rijeke je zaštićeno područje zbog svoje prirodne ljepote. Mala rijeka Härjapea koja je tekla iz jezera Ülemiste kroz grad u more preusmjerena je u kanalizaciju 1930. godine.
Najviša točka je na 64 metara nadmorske visine u jugo-zapadnom dijelu grada. Dužina obale je 46 km. Sastoji se od triju većih poluotoka: Kopli, Paljassaare i Kakumäe.

## Klima
Prema Köppenovoj klasifikacij klime Tallinn ima vlažnu kontinentalnu klimu s toplim, kišnim ljetima i hladnim, snježnim zimama.
Zime su hladne, ali blage za geografsku širinu zahvaljujući svom obalnom položaju. Prosječna temperatura u najhladnijem mjesecu veljači, iznosi −3.6 °C. Tijekom zime temperature se obično kreću blizu ledišta, ali blagi vremenski uvjeti mogu gurnuti temperature iznad 0 °C, povremeno dosežući temperature iznad 5 °C, dok hladne zračne mase mogu gurnuti temperature ispod −18 °C u prosjeku 6 dana godišnje. Snježne padaline su uobičajene tijekom zime, koje su oblačne  i karakterizirane malom količinom sunčeve svjetlosti u rasponu od samo 20,7 sunčanih sati mjesečno u prosincu do 58,8 sati u veljači. Na zimski solsticij dnevna svjetlost traje manje od 6 sati i 5 minuta.
Proljeće je prohladno s uobičajenim niskim temperaturama u ožujku i travnju, ali postupno postaje sve toplije i sunčanije u svibnju kada prosječna dnevna temperatura iznosi 15.4 °C, premda noćne temperature i dalje ostaju niske, u prosjeku −3.7 to 5.2 °C od ožujka do svibnja. U rano proljeće temperature smrzavanja su uobičajene u ožujku, a snježne padaline mogu se pojaviti u travnju.
Ljeta su topla s dnevnim temperaturama od 19.2 to 22.2 °C i noćne temperature u prosjeku između 9.8 to 13.1 °C od lipnja do kolovoza. Najtopliji mjesec je obično srpanj, s prosjekom od 17.6 °C. Tijekom ljeta djelomično oblačni ili vedri dani su uobičajeni i to je najsunčanija sezona u rasponu od 255,6 sunčanih sati u kolovozu do 312,1 sati u srpnju, iako je količina oborina tijekom ovih mjeseci veća. Na ljetni solsticij dnevna svjetlost traje više od 18 sati i 40 minuta.
Jesen počinje blago s rujanskim prosječnim dnevnim prosjekom od 12.0 °C i postaje sve hladnije i oblačnije u studenome. U ranim dijelovima jeseni temperature obično dosežu 16.1 °C i najmanje jedan dan iznad 21 °C u rujnu. U kasnu jesen snježne padaline mogu se pojaviti u listopadu, a niske temperature postaju češće u studenom.
Količina oborina u Tallinnu jest 700 mm godišnje, koje su ravnomjerno raspoređene tijekom godine. Ožujak, travanj i svibanj najsušniji su mjeseci s prosjekom od oko 35 to 37 mm, dok su srpanj i kolovoz najkišovitiji mjeseci s 82 do 85 mm padalina. Prosječna vlažnost je 81% s najviše 89% do najniže 69% u svibnju. U Tallinnu je prosječna brzina vjetra 3,3 m/s. Zime su najvjetrovitije (oko 3,7 m/s u siječnju, a ljeta su najmanje vjetrovita s oko 2,7 m/s u kolovozu. Temperaturni ekstremi se kreću od −32.2°C 31. prosinca 1978. do 34.3°C 30. srpnja 1994. 
Prema studiji iz 2021. koju je naručila britanska stranica za usporedbu cijena nekretnina Uswitch.com, Tallinn je najnepredvidljiviji europski glavni grad u pogledu vremenskih uvjeta, s ukupnim rezultatom 69/100. Visoka ocjena uglavnom je posljedica položaja između više maritimne i više kontinentalne klime i varijacije u trajanju sunčanog sjaja kao posljedice njegove visoke geografske širine. Drugo i treće mjesto zauzeli su Riga i Helsinki.

## Povijest
Prvi tragovi ljudskih naselja na ovom lokalitetu sežu 5000 godina unatrag. Zvonasti vrčevi, pronađeni tu, datiraju u oko 3000. pr. Kr., a vrpčasta keramika oko 2500. pr. Kr.
Godine 1050. Estonci su tu izgradili prvu utvrdu Toompea, koja se danas nalazi u središtu grada. Kao važna morska luka na glavnom trgovačkom putu između Novgoroda i zapadne Europe, početkom 13. stoljeća postao je metom ekspanzije Teutonskih vitezova i Kraljevine Danske tijekom razdoblja Sjevernih križarskih ratova kada je kršćanstvo nasilno nametnuto lokalnome stanovništvu. Danska vladavina Talinom i sjevernom Estonijom započela je 1219.
Godine 1285. Tallinn, tada šire poznat kao Reval, postao je najsjeverniji član Hanzeatske lige, trgovačkog i vojnog saveza gradova u sjevernoj Europi pod njemačkom dominacijom. Danski kralj prodao je Reval zajedno s drugim zemljišnim posjedima u sjevernoj Estoniji Teutonskim vitezovima 1346. Reval je vjerojatno bila najznačajnija srednjovjekovna luka u Finskome zaljevu. Bio je smješten na strateškome položaju na raskrižju trgovine između Zapadne Europe i Novgoroda i Moskovije na istoku. Grad je tada imao oko 8000 stanovnika i bio je vrlo dobro utvrđen gradskim zidinama i 66 obrambenih kula. Gradske zidine opisane su kao izvanredan primjer njemačke srednjovjekovne fortifikacijske arhitekture.
Grad je doživio procvat u 16. stoljeću kada su nastali najvažniji spomenici povijesne jezgre poput gradske vijećnice (1530.) koja se opasana zidinama uzdiže nad lukom. Godine 1530. je na vrh tornja gradske vijećnice u Tallinnu postavljen vjetrokaz u obliku lika starog ratnika zvanog Stari Thomas, koji je kasnije postao popularnim simbolom grada. Grad prelazi na luteranstvo, a od 1561. godine priznaje Švedsku vlast.
Tijekom Velikog sjevernog rata 1700. – 1721., kugom pogođeni Tallinn zajedno sa švedskom Estonijom i Livonijom kapitulirao je pred Moskovskim Carstvom 1710., ali su lokalne institucije samouprave (Magistrat Revala i Estonsko viteštvo) zadržale svoju kulturnu i gospodarsku autonomiju unutar carske Rusije, u obliku Estonske gubernije. Revalski magistrat ukinut je 1889. godine, u 19. stoljeću grad je započeo snažnu industrijalizaciju, a luka je zadržala svoj značaj u trgovini.
Kao odgovor na pojačanu rusifikaciju koncem 19. stoljeća, estonske su vlasti 24. veljače 1918. u Tallinnu objavile Deklaraciju o neovisnosti Estonije. Grad kratko pada pod okupaciju Njemačkoga Carstva, ali nakon njemačke kapitulacije u studenome 1918. sovjetska vojska kreće u napad s ciljem okupacije Estonije. Uslijedio je rat za neovisnost od Rusije, koji je završio 1920. godine kada je Estoniji priznata neovisnost s Tallinnom kao glavnim gradom. Tijekom Drugog svjetskog rata, Estoniju je u ljeto 1940. prvo okupirala sovjetska vojska i pripojila SSSR-u, a zatim ju je okupirala nacistička Njemačka od 1941. do 1944. godine. Tijekom njemačke okupacije Tallinn je pretrpio masovna zračna bombardiranja od strane sovjetskih zračnih snaga. 
Tijekom najrazornijeg sovjetskog bombardiranja od 9. do 10. ožujka 1944. na grad je bačeno više od tisuću zapaljivih bombi uzrokujući masovne požare kada je poginulo 757 stanovnika, a više od 20 000 stanovnika Tallinna ostalo je bez svojih domova. Nakon njemačkog povlačenja u rujnu 1944., grad je ponovno okupirao Sovjetski Savez. Tijekom Ljetnih olimpijskih igara 1980., u Piriti sjeveroistočno od središta Tallinna održavala su se natjecanja u jedrenju. Za Olimpijske igre izgrađene su mnoge građevine poput Talinskog TV tornja, hotela "Olümpia", nove zgrade Glavne pošte i Regatnog centra.
Godine 1991. obnovljena je neovisna demokratska republika Estonija i uslijedilo je razdoblje brzog razvoja moderne europske prijestolnice. Tallinn je 20. kolovoza 1991. ponovno postao glavni grad de facto nezavisne države. Stari grad je 1997. godine postao UNESCO-vim mjestom svjetske baštine, a grad je bio domaćinom natjecanja za pjesmu Eurovizije 2002. godine. Tallinn je 2011. godine bio Europska prijestolnica kulture, a dobitnik je i nagrade Zelena prijestolnica Europe 2023. godine. Grad se obvezao smanjiti emisije stakleničkih plinova za 40% do 2030. i ponosi se svojom biološkom raznolikošću i visokom kvalitetom zraka.

## Znamenitosti
Grad se povijesno sastoji od tri dijela, od kojih su prva dva UNESCO-ova svjetska baština:
- Toompea (njemački: Domberg, Reval) ili Katedralno brdo na strateškom uzvišenom položaju bilo je sjedištem prvih danskih kapetana, potom komtura teutonskih vitezova, te švedskih i ruskih upravitelja do 1877. godine kada je pretvoren u samostalni grad Dom zu Reval koji je bio plemićka četvrt. Na njemu je koncem 19. stoljeća izgrađena ruska pravoslavna Katedrala Aleksandra Nevskog, i to na mjestu gdje je nekada stajala skulptura Martina Luthera i protestantska katedrala Toomkirik. Stara estonska kraljevska palača je danas estonski parlament i sjedište estonske vlade, a na brdu se nalaze i mnoge veleposlanstva i druge rezidencije.

- Stari hanzeatski srednjovjekovni donji grad ili "građanski grad" uz luku se ujedinio s Katedralnim brdom tek u 19. stoljeću. On je jedan od najbolje sačuvanih srednjovjekovnih gradova u Europi i danas se opsežno obnavlja. Glavne atrakcije su Trg gradske vijećnice (Raekoja plats), tornjevi gradskih zidina, poput "Debele Margarete" i tornja "Kiek in de Kök".
  - Crkva sv. Olafa iz 14. stoljeća je najznamenitija građevina u starom gradu. God. 1549. dobila je novi gotički toranj visine 159 m, i od tada je sve do 1625. godine bila najvišom crkvom na svijetu. Nakon nekoliko požara danas ima skromnu visinu od 123 m.
- Estonski grad je u obliku polumjeseca južno od starog grada i do 19. stoljeća Estonci su živjeli samo u ovoj četvrti. Tek je u 19. stoljeću estonski zamijenio baltički njemački jezik u Tallinnu.
- Samo 2 km od središta starog grada nalazi se Palača Kadriorg, bivša rezidencija Petra I. Velikog, koja je izgrađena netom nakon Velikog sjevernog rata, početkom 18. stoljeća. U njoj je danas smješten Muzej umjetnosti Estonije (KUMU, Kunstimuuseum), predsjedništvo i sačuvani vrtovi i parkovi.
- Na rijeci Pirita, 2 km sjeveroistočno od Kadrioga, nalazi se marina izgrađena za jedrenje, olimpijsku disciplinu 1980. godine (XXII. Olimpijske igre – Moskva 1980.).
- Dva kilometra u unutrašnjosti smješteni su botanički vrtovi i Tallinnski televizijski toranj.
- U Rocca al Mare, zapadno od grada, nalazi se "Estonski muzej na otvorenom" (Eesti Vabaõhumuuseum) koji je sačuvao tradicijsku ruralnu estonsku kulturu i arhitekturu.

- Crkva sv. Olafa
- Katedrala Aleksandra Nevskog (1894. – 1900.)
- Gradska vijećnica
- Donje gradske zidine
- Prolaz sv. Katarine
- Toompea, teutonski dvorac iz 13. st.
- Palača Kadriorg
- Farmerska kuća iz 19. st., Estonski muzej na otvorenom

## Stanovništvo
| Nacionalnost | Postotak |
| ------------ | -------- |
| Estonci      | 53,34%   |
| Rusi         | 34,23%   |
| Ukrajinci    | 3,53%    |
| Bjelorusi    | 1,4%     |
| Finci        | 0,78%    |
| Ostali       | 6,72%    |

Tallinn je 1. siječnja 2024. imao je 457 572 stanovnika. To je najveći i najnapučeniji grad Estonije, treći najnapučeniji pribaltički grad, kao i 59. grad po broju stanovnika u Europskoj uniji.
Prema Eurostatu, 2004. godine Tallinn je imao jedan od najvećih zajednica građana koji nisu državljani Europske Unije među glavnim gradovima EU. Etnički Rusi značajna su manjina u Tallinnu, pošto je oko trećina stanovnika grada prva i druga generacija imigranata iz Rusije i drugih dijelova bivšeg Sovjetskog Saveza. Većina migranata iz sovjetske ere sada ima estonsko državljanstvo.
Prije Drugoga svjetskog rata etnički Estonci činili su preko 80% stanovništva Tallinna, a 2022. taj je broj nešto više od 53% stanovništva. Tallinn je bio jedno od urbanih područja s industrijskim i vojnim značajem u sjevernoj Estoniji koje je tijekom razdoblja sovjetske okupacije doživjelo radikalne promjene u svom etničkom sastavu zbog velikog priljeva imigranata iz Rusije i drugih dijelova bivšeg SSSR-a. Izgrađene su čitave nove gradske četvrti u kojima je glavna namjera tadašnjih sovjetskih vlasti bila smjestiti pridošlice koji govore ruski. Gradske četvrti Mustamäe, Väike-Õismäe, Pelguranna, a posebice Lasnamäe, je 1980-ih postala najnaseljenija četvrt Tallinna i tako je ostala do danas.
Službeni jezik Tallinna je estonski. Godine 2011. 50,1% stanovnika grada bili su izvorni govornici estonskog, a 46,7% govorilo je ruski kao materinski jezik. Iako je engleski strani jezik koji najčešće koriste stanovnici Tallinna, postoji i značajan broj izvornih govornika ukrajinskog i finskog.
| Godina     | 1372. | 1772. | 1816.  | 1834.  | 1851.  | 1881.  | 1897.  | 1925.  | 1959.   | 1989.   | 1996.   | 2000.   | 2005.   | 2010.   | 2019.   |
| Populacija | 3.250 | 6.954 | 12.000 | 15.300 | 24.000 | 45.900 | 58.800 | 11.800 | 283.071 | 478.974 | 427.500 | 400.378 | 401.694 | 411.196 | 434.562 |

## Gospodarstvo
Tallinn ima vrlo raznoliko gospodarstvo s posebnom snagom u informacijskoj tehnologiji, turizmu i logistici. Više od polovice BDP-a Estonije stvara se u Tallinnu. Godine 2008. BDP po stanovniku Tallinna iznosio je 172% estonskog prosjeka. Osim dugogodišnje funkcije morske luke i glavnoga grada, Tallinn je doživio razvoj sektora informacijske tehnologije. U svom broju od 13. prosinca 2005. The New York Times okarakterizirao je Estoniju kao "neku vrstu Silicijske doline na Baltičkom moru". Jedan od gradova pobratima Tallinna je grad Los Gatos u Silicijskoj dolini u Kaliforniji. Skype je jedan od najpoznatijih estonskih start-upa koji potječu iz Tallinna, a mnogi start-upovi potekli su iz Instituta za kibernetiku Tallinnskoga tehnološkog sveučilišta. Posljednjih godina Tallinn postupno postaje jedno od glavnih središta Europe za informatičku tehnologiju u kojemu je smješten NATO-ov Centar izvrsnosti za računalnu sigurnost (Cooperative Cyber Defence Center of Excellence - CCD COE), eu-LISA, Digitalna agencija EU, te razvojni centri informatičke tehnologije velikih korporacija, kao što je TeliaSonera i Kuehne + Nagel.
Talin posjećuje 4,3 milijuna posjetitelja godišnje, brojka koja je u stalnom porastu tijekom proteklog desetljeća. Finci su posebno česti gosti u Tallinnu. U prosjeku oko 20 000 - 40 000 finskih turista posjeti grad između lipnja i listopada. Većina posjetitelja dolazi iz Europe, premda Tallinn sve više posjećuju i turisti iz azijsko-pacifičke regije. Putnička luka u Tallinnu jedna je od najprometnijih destinacija za krstarenja na Baltičkome moru.
U Tallinu su sjedišta državnoga poduzeća za proizvodnju električne energije Eesti Energia, nacionalnog operatera za distribuciju električne energije Elering, glavnog distributera zemnog plina Eesti Gaas i najvećega privatnog poduzeća za proizvodnju električne energije Alexela Group.
Tallinn je financijsko središte Estonije i također važno gospodarsko središte baltoskandijske regije. Mnoge velike banke, kao što su SEB, Swedbank i Nordea, imaju svoje područne urede u Tallinnu. Estonska investicijska banka LHV Pank ima sjedište u Tallinnu. Tallinnska burza dio je NASDAQ OMX grupe i jedina je regulirana burza u Estoniji.
Tallinnska luka jedna je od najvećih luka u regiji Baltičkoga mora, dok se najveća teretna luka Estonije luka Muuga, kojom upravlja isti poslovni subjekt, nalazi u susjednom gradu Maardu. Stara gradska luka poznata je još od srednjega vijeka, ali danas je poslovanje ukrcaja i iskrcaja tereta prebačena u teretnu luku Muuga i južnu luku Paldiski. Od 2010. još je postojala mala flota prekooceanskih koćarica koje su isplovljavale iz Tallinna. Od industrije u Tallinnu je smještena brodogradnja, strojogradnja, obrada metala, elektronika, proizvodnja tekstila. Poduzeće za brodogradnju BLRT Grupp ima sjedište i neke podružnice u Tallinnu. Air Maintenance Estonia i AS Panaviatic Maintenance, oba sa sjedištem u zračnoj luci Tallinn, pružaju usluge održavanja zrakoplova, uvelike proširujući svoje operacije posljednjih godina. Poduzeće za proizvodnju žestokih pića Liviko, proizvođač međunarodno poznatog likera Vana Tallinn, također ima sjedište u Tallinnu. Sjedište konditorske tvrtke Kalev i dijela industrijskog konglomerata Orkla Grupe nalazi se u Lehmji u blizini jugoistočne granice grada. Estonija je treća u Europi po površini trgovačkih centara po stanovniku ispred Švedske, a ispred nje su samo Norveška i Luksemburg.

### Značajna sjedišta
- NATO-ov kooperativni centar izvrsnosti za kibernetičku obranu (CCDCOE)
- eu-LISA, Europska agencija za operativno upravljanje velikim IT sustavima u području slobode, sigurnosti i pravde[49][50][51]
- Alexela
- Bolt
- Connected Baltics
- LHV Pank

### Značajni IT razvojni centri
- Telia Company IT razvojni centar[52]
- Kuehne + Nagel IT centar[53]
- Arvato Financial Solutions globalni IT razvojni i inovacijski centar[54]
- Ericsson ima jedan od svojih najvećih proizvodnih pogona u Europi koji se nalazi u Tallinnu, a fokusiran je na proizvodnju 4G komunikacijskih uređaja.[55]
- Equinor je najavio da će financijski centar grupe biti preseljen u Tallinn.[56]

## Obrazovanje
Ustanove visokog obrazovanja i znanosti U Tallinnu jesu:
- Baltička filmska i medijska škola
- Estonska akademija umjetnosti
- Estonska akademija sigurnosnih znanosti
- Estonska akademija za glazbu i kazalište
- Estonska poslovna škola
- Estonska pomorska akademija
- Teološki institut Estonske evangeličke luteranske crkve
- Nacionalni institut za kemijsku fiziku i biofiziku
- Sveučilište u Tallinnu
- Tehnološko sveučilište u Tallinnu
- Sveučilište primijenjenih znanosti u Tallinnu

## Gradovi prijatelji
Tallinn je zbratimljen sa sljedećim gradovima:
- Annapolis, Sjedinjene Američke Države
- Berlin, Njemačka
- Dartford, Ujedinjeno Kraljevstvo
- Gent, Belgija
- Hangzhou, Kina
- Helsinki, Finska
- Kiel, Njemačka
- Kijev, Ukrajina
- Kotka, Finska
- Malmö, Švedska
- Odesa, Ukrajina
- Peking, Kina
- Riga, Latvija
- Schwerin, Njemačka
- Skoplje, Sjeverna Makedonija
- Tbilisi, Gruzija
- Turku, Finska
- Venecija, Italija
- Beč, Austrija
- Vilnius, Litva

## Vanjske poveznice
- Službena stranica (est.) (rus.) (engl.) (njem.) (šved.) (fin.)
- Foto galerija

### Ostali projekti
|  | Zajednički poslužitelj ima još gradiva o temi Tallinn |